# Dama v zelenem
Dama v zelenem, izvirno The Woman in Green, je igrani detektivski film iz leta 1945. Stvaritev filma je navdihnil sir Arthur Conan Doyle z zgodbo Prazna hiša, na kateri je film tudi ohlapno osnovan. Film je režiral Roy William Neill. Glavni vlogi sta odigrala Basil Rathbone kot Sherlock Holmes in Nigel Bruce kot dr. Watson. Gre za 11. film iz Rathbonove in Brucove filmske serije. Dogajanje v filmu je osredotočeno na reševanje skrivnosti umorov mladih žensk, katerim morilec po pravilu odseka kazalce.
Gre za tretji film v Rathbonovi in Brucovi filmski seriji, v katerem se pojavi tudi profesor Moriarty. V vsakem od treh filmov Moriarty omahne v smrt. Vsakokrat ga imajo za mrtvega, dokler se ne pojavi v naslednjem filmu.

## Vsebina
Ko Scotland Yard odkrije trupla več umorjenih žensk, katerim je morilec z rok odsekal kazalce, je inšpektor Gregson (Matthew Boulton) prisiljen, da za pomoč zaprosi Holmesa in Watsona. Holmes je sprva zbegan, ker ne najde nobenih dokazov, a se nato odpravi v gostilnico Pembroke House. Tam sreča vdovca sira Georga Fenwicka (Paul Cavanagh), ki kmalu zatem odide s svojo novo partnerko Lydio Marlowe (Hillary Brooke). Ko se sir Fenwick zjutraj zbudi, je zmeden, saj se je zbudil na povsem neznanem kraju, brez vsakršnega spomina na preteklo noč. Ko v svojem žepu odkrije še odsekan prst, začne verjeti, da je sam kriv za te zločine. Zatem pride hčerka sira Georga na obisk k Holmesu in Watsonu, vendar ne opazi, da ji je profesor Moriarty sledil. Holmesu in Watsonu pove, da je njen oče zakopal prst pod kupom prsti in da ga je ona izkopala, ter jima prst tudi pokaže.
Fenwicka nato najdejo mrtvega in očitno je, da ga je umoril nekdo, ki ga je želel utišati. Holmes predstavi teorijo, da je Moriarty, ki naj bi ga domnevno obesili v Montevideu, živ in da je prav on odgovoren za te zločine. Zatem zazvoni telefon, saj je Watson poklican, da pomaga ženski, ki je padla med hranjenjem svojega ptiča. Nekaj minut po Watsonovem odhodu vstopi v Holmesovo stanovanje Moriarty, ki Holmesu razloži, da je bil telefonski klic lažni alarm, s katerim si je zagotovil priložnost govoriti z njim. Moriarty nato umakne enega od naslanjačev, s čimer očitno da znamenje nekomu zunaj. Holmes pri tem opazi odprto okno v prazni hiši nasproti ulice. Ko Moriarty zapusti Holmesa, se k njemu vrne Watson. Holmes ga obvesti o Moriartyjevem obisku in mu pove, da ga je imel na očeh eden od Moriartyjevih pomagačev, ki bi ga ubil, če le Moriarty ne bi živ zapustil Holmesovega stanovanja. Holmes Watsonu tudi pokaže senco na oknu nasproti ulice, ki je sedaj odprto, in ga pozove, da naj gre raziskovat.
Watson, ki opazuje dogajanje iz notranjosti prazne hiše, vidi ostrostrelca, ki meri naravnost v Holmesa, ki se še naprej zadržuje v svojem stanovanju. Ko ostrostrelec ustreli, se ob Watsonu pojavi Holmes, ki mu pojasni, da tisto ni bila njegova glava, v katero je ostrostrelec meril, temveč kip Julija Cezarja. Ob tem Holmes pripomni, da so imeli pomembni možje v zgodovini enake nosove in da je zato lahko preslepil ostrostrelca, da meri v njegovo glavo in ne v kip Julija Cezarja. V vmesnem času se v dogajanje pomeša še inšpektor Gregson, ki prime ostrostrelca. Ostrostrelec se izkaže za hipnotiziranega bivšega vojaka, ki ga nato ubijejo na Holmesovem pragu, ko so ga želeli odpeljati navzgor v stanovanje.
Holmes tedaj sprevidi, da Moriartyjev načrt obsega:
1) ubijanje žensk in sekanje njihovih kazalcev
2) bogate samske moške, ki jih preslepijo, da verjamejo, da so sami storili te zločine
3) uporabo te lažne informacije za izsiljevanje bogatih samskih moških
4) zanašanje na žrtve, da so preveč prestrašene, da bi izdale shemo
Holmes se zato spoprijatelji z Lydio, ki jo je predhodno videl s sirom Georgem gostilni Pembroke House. Holmes namreč meni, da je Lydia Moriartyjeva pajdašinja. Lydia se s Holmesom res vrne na svoj dom, kjer ga navidez hipnotizira. V tem hipnotičnem stanju vstopi Moriarty, ki ukaže Holmesu, da naj napiše samomorilsko pisemce. Ko to Holmes stori, mu Moriarty ukaže, da naj odide ven na balkonsko teraso, stopi na kamnito ograjo in se sprehodi v smrt.
Ravno ko bi Holmes omahnil v globino, na teraso prihrumijo Watson in policija, ki zločince aretirajo. Holmes razkrije, da ni bil zares hipnotiziran, ampak da je le na skrivaj vzel substanco, ki ima navzven podoben učinek kot hipnoza. Moriarty se medtem izmuzne iz rok policistov in stopi na ograjo ter skoči na zgradbo nasproti Lydiinega stanovanja. Vendar pa se ne uspe oprijeti za držalo, zato omahne nazaj v globino in v smrt.

## Igralska zasedba
- Basil Rathbone - Sherlock Holmes
- Nigel Bruce - dr. John H. Watson
- Hillary Brooke - Lydia Marlowe
- Henry Daniell - profesor Moriarty
- Paul Cavanagh - sir George Fenwick
- Matthew Boulton - inšpektor Gregson
- Eve Amber - Maude Fenwick
- Frederick Worlock - dr. Onslow
- Tom Bryson - vojak Williams
- Sally Shepherd - Crandon, služkinja Lydie Marlowe
- Mary Gordon - gospa Hudson